# Glenda Jackson
Glenda May Jackson (Birkenhead, 9 mei 1936 – Blackheath (Londen), 15 juni 2023) was een Britse actrice en politica.
Jackson begon als toneelactrice en was als zodanig vanaf 1964 vier jaar lang verbonden aan de Royal Shakespeare Company. In 1963 maakte ze haar filmdebuut in This Sporting Life. Ze brak door met haar rol in de verfilming van D.H. Lawrences Women in Love (1969), waarvoor ze een Oscar won. Voor haar rol als Elizabeth I in de televisieserie Elizabeth R liet ze zich kaalscheren.
In 1992 beëindigde Jackson haar filmcarrière, omdat ze werd gekozen als parlementslid voor Labour. Van 1997-1999 was ze onderminister van Transport en ze heeft ook nog een poging gedaan om burgemeester van Londen te worden.
Na het einde van haar politieke carrière in 2015 keerde ze terug naar het toneel. In 2018 won zij een Tony Award voor haar rol in Edward Albee's Three Tall Women. Daarmee werd zij een van de weinige acteurs die een Triple Crown of Acting bezit door het winnen van zowel een Oscar, een Emmy en een Tony.
In 2019 speelde ze de hoofdrol in de Britse televisiefilm Elisabeth is missing, waarin de tachtigjarige en demente Maud op zoek gaat naar haar verdwenen beste vriendin Elisabeth.
Jackson overleed na een kort ziekbed op 87-jarige leeftijd.

## Filmografie

### Films (selectie)
- This Sporting Life (1963) - Als zangeres
- Marat/Sade (1967) - Als Charlotte Corday
- Women in Love (1969, Oscar) - Als Gudrun Brangwen
- The Music Lovers (1971) - Als Nina
- Sunday Bloody Sunday (1971) - Als Alex Greville
- A Touch of Class (1973, Oscar) - Als Vickie Allessio
- The Romantic Englishwoman (1975) - Als Elizabeth Fielding
- Hopscotch (1980) - Als Isobel
- The Return of the Soldier (1982) - Als Margaret Grey
- Giro City (1982) - Als Sophie
- Turtle Diary (1985) - Als Neaera Duncan
- Beyond Therapy (1987) - Als Charlotte Wallace
- Business as Usual (1988) - Als Babs Flynn
- Mothering Sunday (2021) - Als de oudere Jane Fairchild
- The Great Escaper (2023) -  Als Irene Jordan

### Televisie (selectie)
- Elizabeth R (1971)
- American Playhouse (1988)

- Bibsys: 90148007
- Biblioteca Nacional de España: XX1317745
- Bibliothèque nationale de France: cb13895512d (data)
- Catàleg d'autoritats de noms i títols de Catalunya: 981058509230206706
- CiNii: DA13299575
- Gemeinsame Normdatei: 122270878
- International Standard Name Identifier: 0000 0001 1455 8062
- Library of Congress Control Number: n84157885
- MusicBrainz: da6e81d8-daa3-4266-92c6-cbec890dff06
- Nationale Bibliotheek van Tsjechië: pna2004259281
- Nationale bibliotheek van Australië: 36528311
- Nationale Bibliotheek van Israël: 987007456176105171
- Nationale Bibliotheek van Polen: a0000003333296
- Nederlandse Thesaurus van Auteursnamen: 069963495
- SNAC: w68p6zdf
- Système universitaire de documentation: 125241771
- Trove: 1274317
- Virtual International Authority File: 117489912
- WorldCat: E39PBJdMcGd8qMTwJHXdQxjcT3